# Kim Fowley
Kim Vincent Fowley (Los Angeles, 21 luglio 1939 – West Hollywood, 15 gennaio 2015) è stato un cantante, musicista e produttore discografico statunitense.
Artista incatalogabile per la varietà di generi, è noto per aver introdotto nella musica rock i brani musicali comici e non sense chiamati novelty, termine emerso nella Tin Pan Alley per indicare un genere musicale.
Secondo il critico Piero Scaruffi è "un genio musicale più unico che raro" e considerato il primo musicista decadente.

## Biografia
Nipote del compositore di operette Rudolf Friml e figlio di Douglas Fowley, attore di film western decide di frequentare i bassifondi della città e guadagnarsi da vivere facendo il ballerino, cantante.
Iniziò come chitarrista alla fine degli anni cinquanta nel gruppo dalla breve durata degli Sleepwalkers con Phil Spector da cui mutuò l'interesse per la produzione discografica e nella voglia di scoprire talenti, nel suo caso di artisti provocatori che utilizzavano gag non sense, suoni onomatopeutici. Produsse il brano Cherry Pie del duo Skip & Flip che raggiunse la top 20. Tra il 1960 ed il 1964 lanciò gli Hollywood Argyles (autori di Alley Ooop) , gli Stingers, i Rivingstons (Papa-Oom-Mow-Mow) e i Murmaids. Si spostò nel 1964 nel Regno Unito dove scoprì gli Hellions (futuri Traffic), aiutò i Soft Machine agli esordi, i Family e gli Slade.
Tornato negli Stati Uniti partecipò come cantante all'album Freak Out! di Frank Zappa e nel 1967 esordì con un proprio lavoro da solista Love Is Alive and Well anche se aveva giàpubblicato qualche 45 giri. Fu seguito dall'album di cover strumentali suonate con l'organo Born to Be Wild, da  Outrageous del 1968 diventato con il tempo pietra miliare del rock più dissacrante e Good Clean Fun.
Nel 1969 su trasferì in Svezia dove registrò The Day the Earth Stood Still, album realizzato su ideali hippy e su musiche garage rock. Gli album successivi furono meno sperimentali anche se non mancano amare analisi sulla decadenza di Hollywood in album come Living in the Streets (1977) e Sunset Boulevard (1978).
Intrapresa la carriera di produttore discografico, negli anni settanta è stato tra gli ispiratori del punk californiano oltre ad essere scopritore delle Runaways e di altri gruppi minori, all'epoca della nascita del punk gestiva lo storico locale Whisky A-Go-Go. Poi collaborò con diversi gruppi come i Kiss.

## Discografia

### Album
- 1967 Love Is Alive and Well
- 1968 Born to Be Wild
- 1968 Outrageous
- 1969 Good Clean Fun
- 1970 The Day the Earth Stood Still
- 1972 I'm Bad
- 1973 International Heroes
- 1974 Automatic
- 1975 Animal God of the Streets
- 1978 Living in the Streets
- 1978 Sunset Boulevard
- 1979 Snake Document Masquerade
- 1981 Son of Frankenstein
- 1984 Frankenstein and the All-Star Monster Band
- 1993 White Negroes in Deutschland
- 1994 Hotel Insomnia
- 1995 Bad News From The Underworld
- 1995 Mondo Hollywood
- 1995 Let the Madness In
- 1996 Worm Culture
- 1997 Michigan Babylon
- 1997 Hidden Agenda at the 13th Note
- 1998 The Trip of a Lifetime
- 1999 Sex, Cars and God
- 2003 Fantasy World
- 2004 Strange Plantations
- 2004 Adventures in Dreamland
- 2013 Wildfire – The Complete Imperial Recordings 1968–69